# 1976年冬季奥林匹克运动会
第十二届冬季奥林匹克运动会（英語：the XII Olympic Winter Games），于1976年2月4日至2月15日在奥地利的因斯布魯克举行，亦為該市繼1964年冬奧後再次舉辦冬奧會。
在1970年5月，国际奥委会投票选举出由美国的丹佛市来承办本届冬奥会，但后者在1972年因地方财政和环境上的诸多问题而被取消了主办权。之后，奥委会决定让也是当年申办城市之一的加拿大惠斯勒来举办，可又受到当地政府换届的影响，而无法在相关事宜上达成一致。最后，国际奥委会决定将举办地定在曾举办过1964年冬奥会的奥地利因斯布魯克。

## 背景
受1972年夏季奥运会时发生的“慕尼黑惨案”的影响，本届冬奥会加强了保安力度。

## 焦點
- 本届冬奥会为迈克尔·莫里斯·基拉宁担任国际奥委会主席后的第一届奥运会。
- 本届冬奥会设置了两座主火炬台，其中一座为1964年冬奥会所用，另一座为新建，两者在本届冬奥会期间同时燃烧。
- 中華民國代表團在聯合國大會第2758號決議後最後一次以中華民國的名義參加奧林匹克運動會。

## 比赛项目
| - 高山滑雪 - 冬季两项 - 雪车 - 雪橇 - 花样滑冰 |  | - 冰球 - 速度滑冰 - 越野滑雪 - 北欧两项 - 跳台滑雪 |

## 参赛国家和地区
| - 安道尔 - 阿根廷 - 奥地利 - 比利时 - 保加利亚 - 加拿大 - 智利 - 中华民国 - 捷克斯洛伐克 - 东德 - 芬兰 - 法国 |  | - 英国 - 希腊 - 匈牙利 - 冰岛 - 伊朗 - 意大利 - 日本 - 韩国 - 黎巴嫩 - 列支敦士登 - 荷兰 - 新西兰 |  | - 挪威 - 波兰 - 罗马尼亚 - 圣马力诺 - 苏联 - 西班牙 - 瑞典 - 瑞士 - 土耳其 - 美国 - 西德 - 南斯拉夫 |

## 奖牌榜
此为奖牌榜前10位，详见 1976年冬季奥林匹克运动会奖牌榜
| 排名 | 国家／地区 | 金牌 | 银牌 | 铜牌 | 總數 |
| ---- | ---------- | ---- | ---- | ---- | ---- |
| 1    | 苏联       | 13   | 6    | 8    | 27   |
| 2    | 东德       | 7    | 5    | 7    | 19   |
| 3    | 美国       | 3    | 3    | 4    | 10   |
| 4    | 挪威       | 3    | 3    | 1    | 7    |
| 5    | 西德       | 2    | 5    | 3    | 10   |
| 6    | 芬兰       | 2    | 4    | 1    | 7    |
| 7    | 奥地利     | 2    | 2    | 2    | 6    |
| 8    | 瑞士       | 1    | 3    | 1    | 5    |
| 9    | 荷兰       | 1    | 2    | 3    | 6    |
| 10   | 意大利     | 1    | 2    | 1    | 4    |